# Budyhołosz
Budyhołosz – wieś na Ukrainie, w obwodzie lwowskim, w rejonie złoczowskim.
Do 19 lipca 2020 r. w rejonie buskim. 